# Ljustjärnen (Skogs socken, Hälsingland)
Ljustjärnen är en sjö i Söderhamns kommun i Hälsingland och ingår i Hamrångeåns huvudavrinningsområde. Sjön har en area på 0,0656 kvadratkilometer och ligger 98,3 meter över havet.

## Delavrinningsområde
Ljustjärnen ingår i det delavrinningsområde (676965-155552) som SMHI kallar för Ovan 676690-155730. Medelhöjden är 99 meter över havet och ytan är 3,88 kvadratkilometer. Det finns inga avrinningsområden uppströms utan avrinningsområdet är högsta punkten. Romsån som avvattnar avrinningsområdet har biflödesordning 2, vilket innebär att vattnet flödar genom totalt 2 vattendrag innan det når havet efter 27 kilometer. Avrinningsområdet består mestadels av skog (98 procent). Avrinningsområdet har 0,07 kvadratkilometer vattenytor vilket ger det en sjöprocent på 1,7 procent.